# Penkun
Penkun er en by og kommune i det nordøstlige Tyskland med 2.065 indbyggere (2006)[kilde mangler], beliggende i Amt Löcknitz-Penkun under Landkreis Vorpommern-Greifswald. Landkreis Vorpommern-Greifswald ligger i delstaten Mecklenburg-Vorpommern.

## Transport
- Motorvejene A11 i Tyskland og A6 i Polen (Berlin – Stettin)
- Veje til Gartz (Oder), Linken, Löcknitz, Prenzlau og andre.

## Turisme

### Seværdigheder (by)
- Kirke (19. århundrede) i Centrum
- Slot (12. århundrede) i Centrum
- Kirke (13. århundrede) i Penkun – Storkow
- Vindmølle i Penkun – Storkow
- Museer
- Cykelstier, blandt andre Oder-Neiße-Radweg

## Venskabsbyer
- Fors (Frankrig)
- Widuchowa Kommune (Polen)

## Byer ved Penkun
- Brüssow (Tyskland)
- Prenzlau (Tyskland)
- Gartz (Oder) (Tyskland)
- Pasewalk (Tyskland)
- Vierraden (Tyskland)
- Schwedt (Tyskland)
- Gryfino (Polen)
- Stettin (Polen)
- Police, Polen

## Landsbyer ved Penkun
- Sommersdorf
- Krackow
- Casekow
- Rosow